# 쌍가락지 성운
쌍가락지 성운(Helix Nebula, NGC 7293, Caldwell 63)은 물병자리에 있는 유명한 행성상 성운으로, 행성상 성운 중,가장 밝고 큰 천체이다. 1824년 카를 하딩(Karl Harding)이 발견했다. 고리 성운과 외관 상 비슷해 혼동을 일으키기도 한다. 영미권에서는 2003년 경 부터 이 성운을 신의 눈동자(Eye of God)라고도 부르고 있다.
나선 성운은 겉보기 등급 +7.6등급이며 지구로부터 650광년 떨어져 있다. 크기는 5.1 광년이며 현재도 초속 31km의 속도로 팽창하고 있다. 최근의 허블 우주 망원경의 관측에 따르면 나선 성운은 바깥의 고리 부분(사진의 붉은색 부분)과 중앙 부분(사진의 푸른색 부분)이 서로 수직으로 교차하는 먼지와 가스 디스크로 되어있다고 한다.

## 개괄
나선 성운은 항성의 진화 과정 막바지 단계, 즉 죽음을 맞고 있는 상태인 행성상 성운의 대명사격 존재이다. 가스들이 중심별 주위의 우주 공간을 둘러싸고 있는 모습은 우리의 관점에서 마치 나선 구조물을 내려다 보고 있는 것처럼 보인다. 원래 별의 핵을 이루던 찌꺼기인 행성상성운핵(PNN)은 백색 왜성으로 죽어가고 있다. 중심별의 glow를 관측한 결과 너무 강렬하여, 이전에 분출된 가스들이 밝게 형광 현상을 일으키도록 만들고 있다.
나선 성운은 물병자리에 위치하고 있고, 지구로부터 약 700 광년 떨어져 있으며, 반경은 약 0.8 파섹(약 2.5 광년)에 달한다. 허블 우주 망원경이 최근 촬영한 사진은 ACS 정밀 기구로 최근에 찍은 사진들과 WIYN의 키트 피크 국립 천문대 0.9 미터 망원경에 있는 모자이크 카메라로 찍은 광각 사진들을 합성한 것이다.
현재, 성운의 나이는 약 10,600
년으로 추측되고 있으며, 이는 전적으로 확장 속도 측정값 31 km·s−1에 근거하고 있다.

## 구조
나선 성운은 적도 평면의 원반에 물질 농도가 높은 장축 타원체일 것으로 생각된다. 타원체의 회전축은 지구의 시선 방향에서 21°에서 37° 기울어 있다. 안쪽의 원반의 시직경은 8×19 각분으로 실제 크기는 0.52 파섹, 바깥쪽의 원환체의 시직경은 12×22 각분으로 실제 크기는 1.76 파섹.
바깥쪽 원환체의 팽창 속도는 시속 40 킬로미터, 안쪽 원반의 팽창 속도는 시속 32 킬로미터이다.

## 갤러리

2004년 허블 우주 망원경이 촬영
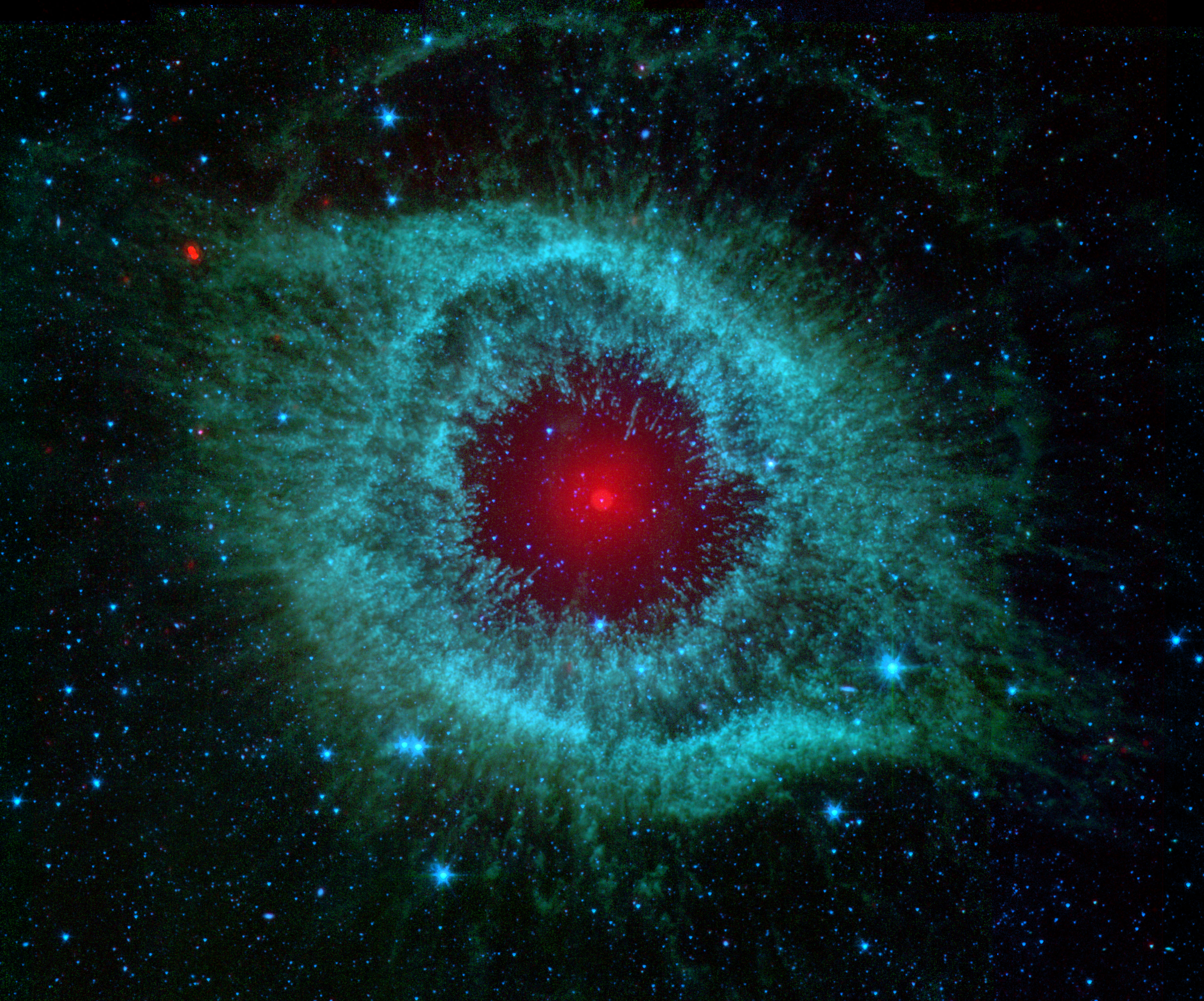
2007년 스피처 우주 망원경이 촬영[8] 출처 : NASA, JPL, and K. Su (University of Arizona)
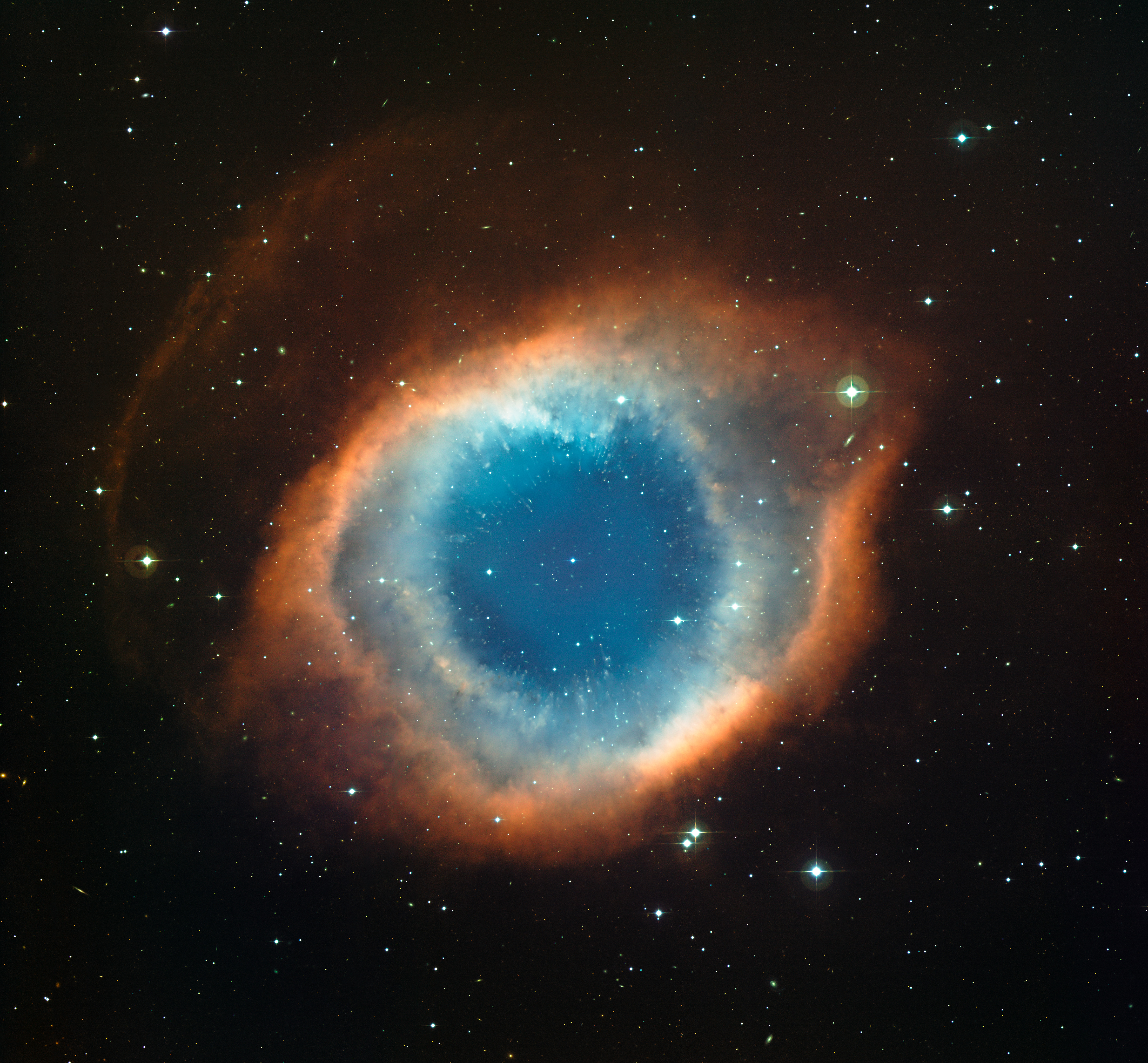
유럽 남방 천문대의 칠레 라 실라 천문대 2.2미터 망원경으로 촬영

## 같이 보기
- 신판일반목록(NGC)
- 천원돌파 그렌라간